# Hemileuca marillia
Hemileuca marillia är en fjärilsart som beskrevs av Dyar 1911. Hemileuca marillia ingår i släktet Hemileuca och familjen påfågelsspinnare. Inga underarter finns listade i Catalogue of Life.